# 闘将ダイモス
『闘将ダイモス』（とうしょうダイモス）は、1978年4月1日から1979年1月27日まで、テレビ朝日系列で毎週土曜18:00 - 18:30（JST）に全44話が放送された、東映制作のロボットアニメ。

## 概要
長浜忠夫監督による「長浜ロマンロボット3部作」の第3作に数えられており、前作までと同様に東映が企画し、制作を日本サンライズに委託するという制作体制が踏襲されている。
「友情」をテーマにした『超電磁ロボ コン・バトラーV』、「父子の愛」をテーマにした『超電磁マシーン ボルテスV』に続き、本作品では「男女の愛」がテーマとして掲げられた。『ロミオとジュリエット』のオマージュとしてロボットアニメに異星人同士の恋愛要素を持ち込んだ。地球を攻撃する異星人側も、一方的に侵略戦争を仕掛けるのではなく、平和裡の移住を求めた交渉の場で起きた惨事から戦争に発展し、戦時下でも民主化や地球との和平を求めるレジスタンス運動が存在することが描かれるなど、よりドラマ性を重視した作劇が志向されている。
また本作品では実写畑からきた鈴木武幸プロデューサーの発案で、アニメでありながら殺陣師として高橋一俊を起用。本作品のアクションシーンは高橋の動きを撮影したものをトレースして描かれており、鈴木によると「実写のアクションによる面白さを加味できた」としている。
本作品の放送当時、テレビアニメは16mmフィルムで撮影したものが主流だったが、本作品では珍しくそれよりも格上の35mmフィルムで撮影されている。これは16mmの撮影台が他の作品と重なり使えず、35mmの撮影台しか空いていなかったことに起因するものである。先方の都合ということもあり、16mmと同じ料金でクオリティの高い35mmを使えたため、制作者としては願ったり叶ったりだったという。
長らく映像商品化されず、レンタルビデオも存在しなかった。スカイパーフェクTV!での放送以外では視聴困難な作品であったが、2007年にDVD-BOXが発売された。

## あらすじ
母星を失って巨大宇宙船で太陽系に現れたバーム星人が安住の地を求めて呼びかけた地球人との会見は、バーム星代表のリオン大元帥が何者かに毒殺されるという暗殺事件によって決裂した。後任のオルバンはこれを地球側の陰謀であるとして人類に報復宣戦し、1999年、リオンの遺児リヒテル提督に率いさせた戦闘ロボ軍団で攻撃を開始する。そこへ巨大変形ロボ「ダイモス」を駆ってバームのメカ戦士と戦う竜崎一矢は、戦いの中で記憶喪失の少女エリカと出会う。いつしか2人は恋に落ちるが、実はエリカはバーム星人であり、リヒテルの妹であった。

## 登場人物

### 地球人
竜崎 一矢（）
声 - 神谷明
本作品の主人公。竜崎勇博士の一人息子であり、ダイモスの操縦者でもある空手の達人。趣味はドラムス。父親の影響もあり、幼い頃から宇宙飛行士を目指していた。正義感あふれる青年で、父の遺したダイモスでバーム星人と戦う。戦闘中に出会ったエリカと恋に落ち、エリカが父を殺したバーム星人の一人であることを後に知り苦悩する。
バーム星の戦闘部隊と戦いながら、ハレックやマルガレーテなど理解しあえるバーム星人もいることに気づき、さらにハレックやリヒテルとの戦いを通じて、バームの軍人は戦う相手ではあっても「本当の敵」ではないとの認識も持つようになり、物語後半では戦闘以外の道を模索していた。最終回で木星へと落下する小バームを救おうとするが銃弾に倒れ、エリカ共々リヒテルに救われた。番組時間で4年前、14歳の時に宇宙飛行士訓練センターでの事故で全身麻痺となったが、苦しいリハビリテーションでそれを克服した壮絶な過去がある。設定年齢18歳。

夕月 京四郎（）
声 - 曽我部和行（タイトルコールも兼任（第7話以降）/後：曽我部和恭）、梁田清之（スーパーロボット大戦シリーズ）
一矢の親友で剣術の達人。ダイモスを支援する戦闘爆撃機「ガルバーFXII」（IIはローマ数字の2）のパイロット。天然のアフロヘアーにサングラス、常にコート姿で日本刀を背負っているという特殊な出で立ちである。「＊＊曰く――」と、事あるごとに先人の名言を引用する。
幼い頃に両親を失い、祖父である夕月一刀斎（声 - 千葉耕市）に育てられた。また、彼の恋人である玲子のフランス語の講師を担当していたこともあり、結婚を迫られるなど散々手を焼かされ、彼女を目にすると寒気が走っていた。パイロットとしての技量は高く、劇中でガルバーを撃墜されたことはなかった。設定年齢18歳。
小バーム制圧後の制御室への突入作戦で隠し銃の狙撃を受け、胸や腹に何発もの銃弾を浴びて昏倒し、そのまま負傷兵として医務室送りとなる。
- 聖悠紀の元デザインではストレートの長髪だった。

和泉 ナナ（）
声 - 栗葉子、吉田小南美（スーパーロボット大戦シリーズ）
和泉博士の孫娘。京四郎と共にガルバーに搭乗し、戦闘に参加する。一矢を「お兄ちゃん」と呼ぶが、それ以上の激しい恋愛感情を抱いており、エリカに嫉妬したこともある。最終的には潔く自らの恋を諦めて2人を祝福した。怒ったときなどに「ワン！」と犬の鳴き真似をするのが特徴。設定年齢16歳。

竜崎 勇（）
声 - 飯塚昭三
ダイモビックの責任者の一人であり、月基地の司令官。科学者としては人類にとっては未知のエネルギー「ダイモライト」研究の第一人者であり、宇宙開発を夢見てダイモビックとダイモスを開発した。バーム星人からの和平交渉を受け、地球へリオン大元帥を招いたが、会見の席上でリオン大元帥が毒殺された際に、リヒテルの怒りに任せた発砲（実は混乱に乗じたゲロイヤーの狙撃）を受けて死亡。設定年齢49歳。

和泉 振一郎（）
声 - 勝田久
ダイモビックの責任者の一人であり、竜崎博士と協力してダイモスを作り上げた。一矢の空手の師匠でもある。竜崎博士亡き後、総司令官としてダイモビックを仕切るが、戦闘向きの性格ではなく、指揮の面では三輪長官（後述）に押し切られることもしばしばである。しかしダイモスを接収しようとする三輪長官をのらりくらりとかわす飄々とした一面もあり、物語中盤ではバーム星人への徹底報復に凝り固まる国際社会に対し、堂々と和平の道を訴えるなど剛毅な面も見せる。
第29話で頭部に深刻な怪我を負い、バーム製の人工小脳で命をとりとめる。設定年齢65歳。

三輪 防人（）
声 - 大木民夫（初期ナレーションも兼任）
国連地球防衛軍太平洋本部司令長官・兼日本防衛庁長官。竜崎、和泉両博士とは旧知の間柄らしい。第1話初登場時には責任感のある軍人として描かれていたが、防衛軍主力の全滅を機にダイモスの出動を要請したあたりから徐々に独善性を露呈していく。ダイモビック側との感情面の軋轢が激しくなると、一矢への呼び名も君づけから呼び捨てへと変化すると同時に、部下をダイモビック内部へ派遣して、和泉博士を初めとする和平派の動きを監視するようになっていった。地球を愛してやまないがバーム星人への憎悪のあまり、自分の意にそぐわない意見には耳を貸そうとせず、兵士や人質、民間人の犠牲も厭わない偏狭な人物。
ダイモスの接収と強化を度々提案するも、和泉博士に断られる。ダイモス以外の地球軍を次々壊滅させるバーム軍への憎しみと恐怖から、バーム星人を全滅させることが地球の平和につながると頑なに思い込んでおり、無抵抗のバーム星人にすら銃を向けてその指導者を射殺するほど、ヒステリックなタカ派である。
平和勢力の中心人物だったバランドークをバーム星人という理由だけで射殺したことで一矢達と完全に敵対してしまう。第38話においてはダイモス接収のため、大国に根回しして一矢を徹底的に追い詰めて一旦は解任することに成功するが、ニュージャーランドなどの小国が再査問を求めたことにより逆に自分が追い込まれた末、長官を解任される羽目になる。
第40話では長官を罷免されたにもかかわらず、独断かつ無謀な作戦で海底魔城を攻撃して多くの部下を犠牲にした上、戦闘後に遭難中の敵兵を次々と射殺していったことで、激昂した一矢に殴り倒された挙句、国連軍に越権行為の咎で逮捕されて以後は姿を消す。設定年齢45歳。一方面軍を預かる身でありながら、硬直した作戦ばかり実施して味方に多大な犠牲を強いるため、ゲロイヤーからは「戦いやすい相手」と蔑まれている。
口癖は己の意に沿わぬ味方を罵る「この非国民め!!」である。
- 三輪がその後、最終回で浮浪者として登場するが、誰からも名も存在も忘れられているというシーンが長浜によって描かれていた。しかし、放送打ち切りによる短縮で実現できなかったという（後述）。

カイロ
声 - 井上瑤
ダイモビックのサポートロボット。特に目立った機能はなかったが、おかねさんのお見合いを設定するなどムードメーカー。第24話では無理やり入浴させられている様子をナナに写真に撮られ、仕返しにナナのヌードを激写するために作った「透視ファインダー」が戦闘ロボの弱点を探し当てるのに使われ、勝利に貢献することになった。

おかねさん
声 - 麻生美代子
怪力を誇るダイモビックの肝っ玉かあさん。皆からは「おかねさん」と呼ばれている。独身で、鬼頭隊長とのお見合いをセッティングされたこともある。カイロと共に劇中でのギャグメーカー。後半には親族たちから独身であることに目をつけられ、甥の元太を押し付けられてしまう。

元太（）
声 - 野沢雅子
おかねの甥っ子で、小さい頃に両親を亡くしている。悪戯が大好きなやんちゃな性格で手に負えないほどのわんぱく坊主。散々手を焼かされた親族たちの怒りを買って、たらい回しにされていた。その結果、元太の存在そのものに怒った親族達はおかねが独身であることに目をつけ、押し付ける。これにより、元太は親族たちから追い出される形でダイモビックにやってきた。ダイモスに憧れるが、初登場回にはトライパーを独走させた上に変形装置を故障させるというトラブルメーカーぶりを発揮している。

鬼頭（）
声 - 玄田哲章
泣く子も黙る地球防衛軍の鬼隊長。スキンヘッド。バームの攻撃で妻子を失っており、初登場時にはバーム星人に対して非常に攻撃的であった。おかねとの見合い相手に抜擢されてしまうなど、いつしかコミカルな三枚目的役回りになっていく。
小バーム攻略においてはオルバンの秘密警察部隊を一掃し、目立たない形とはいえバーム解放に大きく寄与した。

ダグラス・バンクス
声 - 飯塚昭三
ニュージャーランド政府の科学研究所所長。バランドークとも手を取り合い、ニュージャーランドにバーム星人と地球人が共存する解放区を築いていた。

### バーム星人
リヒテル
声 - 市川治（次回予告ナレーションも兼任）
有翼人種バーム星人の地球攻撃軍提督。和平交渉の席上で暗殺されたリオン大元帥の遺児。星を失い人工天体小バームで宇宙を彷徨っていた10億のバーム星人の生存をかけて地球と戦う。しかし、父リオン大元帥が地球との平和共存を望んでいたため、妹のエリカや乳母のマルガレーテには度々諫められていた。
元々、意志強固で気性の激しいところがある上、母星の滅亡から辛くも落ち延び、宇宙を放浪する過酷な運命を乗り越えてきた種族を代表する立場にあるという自負心も手伝い、その民族意識の誇りと名誉心は高い。その高度な科学力と文化を持ったバーム人側が、地球という（惑星統合も為しえないほどの）未開惑星の野蛮人にへりくだることを良しとしない風潮に同調しており、暗殺という卑劣な手段を取った（と思い込んでいた）竜崎勇を憎み、その息子・一矢をも仇の一味として目の敵にしている。当然の結果としてその一矢と恋仲になってしまった最愛の妹エリカに激しい怒りを抱き、死んだものとして絶縁する。しかし地球攻略がダイモスの抵抗で進まぬうち、信頼する高名な武人のハレックや、兵器開発の天才にして親友のアイザムまでが次々と地球人の力量を認めるように死んでいき、政治的に不安な立場に追い詰められていく中、自身もオルバン大元帥の陰謀を知ったことで提督を解任された上に抹殺されそうになる。
オルバンこそが10億のバームの民の真の敵と悟ったリヒテルは、既に抜き差しならない敵対関係にある地球人との協力を拒み、ライザと共に小バームへ秘かに帰還。父の仇ゲロイヤーを討ち取った後、オルバンとエリカの結婚式を司る神官に変装して、オルバン暗殺に失敗したために敢えてオルバンを怒らせて死のうとしていたエリカを救い出し、遂にオルバンを倒して本懐を遂げる。オルバンの死によって落下を始めた小バームを救うべく死地へ飛び込んで傷ついた一矢を助け出してエリカを託し、銃弾を浴びつつも制御室へ飛び込んで小バームの落下を停止させた後、自らは多くの地球人を殺した罪を償うために木星へと落ちていく。設定年齢19歳。普段の一人称は「余」だが、アイザムと2人の時に一度だけ「俺」を使用した。

エリカ
声 - 上田みゆき
本作品のヒロイン。リオン大元帥の遺児でリヒテルの妹。聡明で芯の強い女性。共に金髪だったリヒテル、リオンと違い、黒髪のロングストレート。普段は肩を大きく出すギリシャ・ローマ風の服装をしていることが多く、飛んでいる姿は宗教画にみられる天使のようである。リオン大元帥暗殺によって起きた戦乱で地球に取り残され、記憶を失い倒れていたところを一矢に助けられ恋に落ち、ダイモビックへ引き取られる。バーム星人は翼を背中の内側に完全に収納できるため、記憶喪失中も他の地球人に正体を気づかれることがなかった。しかし自身が設計した装備を持つバーム星の戦闘ロボやリヒテルを見て記憶を取り戻し、愛してはいけない人として、自らダイモビックを去る。
その後、海底魔城に戻るものの、一矢への想いは絶ちがたく、乳母マルガレーテや侍女シンディの協力で一矢とのコンタクトを図るがことごとく失敗する。兵士の手前もあり、リヒテルはエリカの処刑を決断。メルビの計らいで窮地を脱したが、運命に流されるだけではいけないと、地球とバームの架け橋となるべく解放区の発展に尽くすようになる。しかしカイヤの亡命事件で解放区の位置が露見してしまい、地球軍の攻撃で壊滅した後に息を吹き返したカイヤからオルバンが小バームに眠る10億のバーム星人を片端から洗脳しつつある現状を知らされ、一旦は絶望のふちに立たされるもののマルガレーテの叱咤に励まされて勇気を奮い起こし、リヒテルの追撃をかわして秘密基地へ仲間を避難させる。物資も機材も不足している中で宇宙船の建造を急いだものの事故で基地が壊滅した上、ゲロイヤー率いる追跡部隊に追い詰められて皆殺しの危機に晒されたため、自分一人だけでもオルバン暗殺を決行しようと敢えてオルバンからのプロポーズを受け入れて小バームへ向かう。
オルバンの罠にはめられてダイモビック側からも孤立した立場に追い詰められながら、結婚式の最中にオルバンを暗殺しようと、短剣を隠し持って式に臨むが失敗。リヨンの娘として命がけで筋を通そうとした姿勢を認めたリヒテルに救われることになる。最後にはリヒテルに、命がけで民を救い出そうとした一矢との仲を認めてもらう。それ以前のリヒテルは、黒幕がオルバンだと分かっても地球人に気を許さず、力を貸そうとはしなかった。

リオン大元帥
声 - 大木民夫
太陽系到達時のバーム星人最高指導者にしてリヒテルとエリカの父親。優しそうな外見の通り、無益な戦争行為を好まぬ穏健な平和主義者だった。バーム星の代表として地球政府との会談に赴くが、会食の席上で乾杯の杯に毒を盛られて暗殺される。リヒテルは地球人の卑劣な罠だと激昂して、その場で銃を乱射し竜崎博士を射殺する。実はリオン毒殺も竜崎博士射殺も、全てはオルバンの命を受けた腹心ゲロイヤーによるテロ工作だったことが終盤で明らかとなる。息絶える最後の瞬間まで平和を唱えて血気にはやるリヒテルを諫め続けており、その志は娘のエリカに引き継がれた。
猛将バルバス
声 - 飯塚昭三
バーム星地球派遣軍の戦闘指揮官。禿頭で目の周りが黒い大男。リヒテルの補佐をする。リヒテルを深く尊敬しており、彼のためには身を挺して戦う武人。戦闘ロボの操縦でも素手でも戦闘力は高く、「バームの鬼神」とさえ呼ばれる。豪快な力押しを得意とする猛将ぶりの一方、ライザと共謀して自身の地位を脅かすハレックやメルビを秘密裏に始末しようとする姑息な一面もあった。
小バームで反乱を起こして地球にやってきた弟ヒムレーの口からオルバン大元帥の陰謀を聞かされ、バームの正義に疑問を持つ。秘密警察のゲロイヤーの手によってヒムレーを殺され、口封じにリヒテルと共にメカ戦士レアギンドに乗せられてしまう。しかし辛くも生き延び、ダイモビックの近くの海岸に打ち上げられたところを、地球側に身柄を捕らわれてしまう。三輪長官の銃弾から彼をかばった一矢を人質にダイモビックを脱出するが、一矢は好敵手でもあったバルバスを敵視せず、逆に元部下のオルバン派のザウロに命を狙われたことで、リヒテルがバームの権力者（オルバン）の策略で陥れられたことを確信する。バーム10億の民のためにオルバン打倒の決意をするが既に時遅く、周囲を包囲された彼は、一矢を抱えて激しい攻撃にさらされつつ、ダイモビックへと大きく羽ばたき（無線があれば一矢はトライパー75を自動操縦で呼べたが手元にはなかった）、何とか無事に一矢を送り届けることに成功。しかし自身は既に瀕死の重傷を負っており、一矢にバーム星の未来を託して死亡する。

ライザ
声 - 弥永和子
リヒテルの補佐をする美女。戦闘ロボの開発を担当する。リヒテルを心から愛しており、彼の側にいるためならいかなる犠牲をも厭わず、その情念はいささかエキセントリック。エリカに対してはリヒテルを心配させる存在として疎ましく思っており、マルガレーテともども処刑しようとまでする。ゲロイヤーに海底魔城が占拠されたときには真っ先に寝返りを表明するが、それはリヒテルを救うための芝居であり、個人の秘密基地まで用意してリヒテルを救ってみせる。オルバンに逆らった謀反人となって傘下の兵力を失ったライザはダイモビックに応援を要請するほどだったが、リヒテルはそれは復仇の念に燃える地球軍を小バームに引き入れかねない危険な策として拒絶し、孤立無援の身でも小バームに乗り込む決断をする。
ライザはそれに付き添い、ゲロイヤーを討ち取りオルバンを撃ったものの、死んだのは影武者だったため激昂したオルバンに追い詰められ、逆に決死の攻撃をかけようとしたリヒテルに代わり単独でオルバンに向かっていたものの、待ち伏せの銃撃を受け、その目前で力尽きるように死亡する。リヒテルは、彼女の自分への想いが忠誠以上のものであったことに気付いていたらしく、秘密警察に連行されながらもその遺体に愛惜を込めた言葉を送った。

マルガレーテ
声 - 麻生美代子
リヒテル、エリカの乳母。エリカを“お姫様（おひいさま）”と呼び、リヒテルを“若”と呼ぶ。エリカを処罰しようとするリヒテルを度々諌める。リヒテルは2人の母代わりだったマルガレーテの意見を簡単には撥ねつけられなかった。エリカを救うためにシンディと共に尽力する。バーム星では死刑の次に重いとされる、翼を切られる刑を受け、強制労働に従事させられていたが、エリカととも解放派に加わり行動を共にする。
最後はオルバンに剣で斬られるが、最後の力を振り絞り、エリカの真意やオルバンの罠にはめられて一矢を殺しかけてしまった顛末を一矢に知らせて息絶える。

シンディ
声 - 岡本茉利
エリカの侍女で幼馴染。幼い頃に命を助けてくれた恩人のエリカを救うため、マルガレーテと共に献身的に努力する。裏切り者としてエリカ、マルガレーテと共に処刑を待つ身だったが、マルガレーテが仮死剤によってエリカを救う計画を立て、マルガレーテをエリカの元に行かせるため番兵の足止めをした際、番兵ともども光線を浴び、遺体は跡形もなく消滅され死亡する。その後、エリカが彼女の生死はどうなったのかをマルガレーテに聞き出す機会は描かれなかった（エリカとマルガレーテがバランドークの下で働いていた時期には何かの折に聞くこともできたと思われる）。

ガーニィ・ハレック
声 - 石丸博也
バーム星きっての格闘家であり、リヒテルの武術指南役を務めていた。一矢と生身で一対一の勝負をするが、副官の地位を脅かされたライザとバルバスの策略により、フロッグマン部隊の邪魔が入る。その混乱を卑怯と諌め、一矢をかばうように戦ったため、戦士としてお互いを理解し合った。そしてリヒテルにダイモスや地球との戦いを考え直すように進言するが、リヒテルの逆鱗に触れ牢に入れられる。エリカによって救い出された彼は、ダイモスを攻撃する戦闘ロボ「シャイフルド」に中性子爆弾が内蔵されていることを知り、一矢を救うため、自らその戦闘ロボに乗り込み宇宙空間へ機体を運んで自爆する。

ウォーリン
声 - 寺島幹夫
リオン大元帥の元で従えられていた医師。ハレックやシンディと同じく、バーム星人と地球人の混合社会を作ろうとする和平派であり、彼の良き理解者でもある。リヒテルに処刑されかけたエリカを救助し、海底城から脱出し負傷するが、三輪長官にエリカ共々捕まってしまい、そのまま引き離されて病院内で死亡する。

アイザム
声 - 井上真樹夫
バーム星最高の天才科学者であり、リヒテルの親友。超弾性金属を用いて戦闘ロボをさらに強化したメカ戦士を造り上げ、ダイモスの攻撃を封じる。自身の発明したアイザロン粒子の実験中に事故を起こし、大量の放射線を浴びてしまったことで死を待つ身だったが、残り少ない命を親友のために捧げようと、敢えてリヒテルの後任として、リヒテルの数々の失敗の尻拭いをしようとする。和平派がもたらしたアイザロン粒子によりダイモスがパワーアップしたことを知ると、反アイザロン粒子砲を作り上げ、自らメカ戦士「ギメリア」に乗り込みダイモスに挑むが、善戦空しく倒され「俺は自分自身（の発明したアイザロン粒子）に敗れたのだ」と言い残して戦死する。

メルビ
声 - 伊武雅之（現・伊武雅刀）
オルバン大元帥の甥。放蕩無頼で有名であり、常に酔っ払っている。しかし真実の姿は暴君となった叔父オルバンを嫌い、ウォーリン同様バーム星人と地球人の混合社会を作ろうとする和平派であり、無頼じみた言動の数々はオルバン派の目を欺くための芝居だった。エリカが地球人を愛した咎で処刑されそうになったことを知り、海底魔城に駆けつけエリカを嫁にすると宣言、エリカを救う。和平派の彼としては、またとない両星の友好の象徴として、エリカと一矢を失うわけにはいかなかったのである。しかし、自身の地位を危ぶむバルバスとライザが放った戦闘ロボにコブラードを撃墜されて瀕死の重傷を負い、エリカにバーム平和運動の重要機密が隠された指輪を託して絶命する。その後の展開から見て、彼の死が小バームの平和勢力の壊滅と全国民洗脳計画の本格化につながったと思われる。

バランドーク
声 - 内海賢二
和平派のリーダーで、ニュージャーランドにバーム星人と地球人が共存する解放区を築いていた。ニュージャーランド政府の科学研究所所長バンクス博士とも手を取り合っていた。
オルバンが小バームで推し進めている恐るべき陰謀を知らせようと亡命してきたカイヤを救出するも、その話を聞きだす間もないまま解放区の位置が露見してしまう。
地球軍の攻撃に対して白旗を掲げて対話を求めたが、バーム星人の言葉に聞く耳を持たぬ三輪長官に撃たれ、「どんなに冬が長くとも、必ず春は巡り来る」との言葉を残してエリカに後任を託し、危機に陥ったダイモスを助けるべく自爆装置を作動させて基地と運命を共にする。平和勢力の中心だった彼が地球側の銃撃で殺されたという事実は一矢に三輪長官に対する決定的な怒りと失望を抱かせる結果となった。

オルバン大元帥
声 - 勝田久
この物語の全ての元凶であり黒幕。自分の筋書き通りに、暗殺されたリオンの後を継いで大元帥となったバーム星人。実はリオンの平和共存主義に反発しており、暗殺はバームの武力行使の言い訳としても平和路線の転換としても、恰好の機会だった。そのためゲロイヤーを使って暗殺事件を起こさせ、大元帥の地位を手に入れた。
また事件の真相を知った場合、多くの武人たちを率いて刃向かう恐れのあるリヒテルを小バームから引き離すべく、地球攻撃の総司令官に任命して中央の情勢から遮断し、そのまま彼には地球人が父を暗殺したように思わせていた。その上で反対勢力を次々と粛清し、人工冬眠をしていた10億のバーム星人の脳に手術を施して従順な奴隷とする計略までも進め手ひどい圧制を行ったため、多くの離反者を出し、甥のメルビやバルバスの弟ヒムレーにまで反旗を翻されるようになる。
事態の打開も兼ねて、リオンの遺児エリカを脅迫して妻に娶ろうとするが、大僧正に成りすましてその式場に潜入していたリヒテルに詰め寄られ、また小バームに乗り込んだダイモスとダイモビックの戦闘部隊により、小バーム内の治安・軍事組織を壊滅させられて一挙に追い詰められる。体内に心臓と連動した小バームの自滅指令用制御装置を埋め込んでおり、自分の死と共にバーム星人10億人を道連れにしようとした。

ゲロイヤー
声 - たてかべ和也
オルバン派のバーム星人であり、秘密警察隊を率いる参謀長。地球人を奴隷として連れ去ると同時に、和平派のバーム星人も奴隷としていた。オルバンの腹心であり、リオン大元帥毒殺と竜崎博士殺害の張本人。反オルバン勢力の大量虐殺を直接指揮し、謀反人の親類縁者という理由で人工冬眠中の民をも次々と焼却処分にした殺人鬼で、大量洗脳施設の建設にも関わっていると思われる。
秘かに小バームに潜入していたリヒテルによって、施設落成の式典の最中に襲われながらも放った短剣をリヒテルに投げ返されて死亡した。殺される前に「自分はオルバンに命令されただけで…」と命乞いをしていた。

ヒムレー
声 - 中尾隆聖
バルバスの弟。オルバン大元帥の陰謀とリオン大元帥暗殺事件の真相を知って叛乱を起こしたが失敗し、小バームを脱出してそのことをリヒテルや兄のバルバスに知らせるために海底城へ逃亡する。リオン暗殺の真相をリヒテルらに伝えることができたものの、既に海底城司令部に潜入配置されていたゲロイヤー傘下の秘密警察隊に射殺され、「無念…」の言葉を残し、ライザに見取られて息絶える。

ザウロ
声 - 宮村義人
オルバン派のバーム星人としてバルバスの部下に配置されていた元親衛隊長。新司令官となったゲロイヤーの命を受け、兵士を使い一矢もろともバルバスを襲撃するが、激闘している間に姿を消してしまう。

グルメン
声 - 飯塚昭三
オルバン派のバーム星人でありゲロイヤーの部下。秘密警察隊を率いライザの反逆計画の真相を知るため、強制捜索を担った。

ギルド
声 - 寺島幹夫
オルバン大元帥の部下。エリカの陰謀を暴くために目付け役を命じられる。エリカが一矢に彼女の真意を伝えるために託そうとしたマイクロフィルム付きの麻酔弾を用意していたところを盗み見し、その麻酔弾を実弾とすり替えて、一矢に瀕死の重傷を負わせる。このことが一矢のエリカへの誤解を招くきっかけとなった。エリカを脅迫し、オルバンをも出し抜く野心を見せ、負傷を振り切った一矢をダイモスもろともメカ戦士「ガドルス」を操って攻めるが、あと一歩のところでエリカに射殺される。

ヤホバ
声 - 藤本譲
小バームの大僧正。リオン大元帥の恩義を受けていた人物で、メルビ亡き後、小バーム社会におけるリオン大元帥派の重要人物としては最後まで健在だったが、激化したオルバンの暴政の前に孤立しつつあった。オルバンに従順を装いつつも、各所に張り巡らせた部下たちの働きで捕えられたリヒテルを秘かに脱出させ、オルバンとエリカの結婚式場に潜り込ませることに成功する。結婚式場からの乱戦においても、建物の下敷きになりかけたリヒテルとエリカを救出するなど、オルバン打倒の重要な援護を果たす。

参謀総長
声 - 飯塚昭三
本名不明。ゲロイヤー亡き後に登場したオルバン大元帥の側近。バーム星で最後の指揮官。ダイモビックに小バームへの侵入を防ぐために監視していた際、ダイモスに小バームのバリアのエネルギーシステムの仕組みを逆用された上で突破され、進入を許してしまう。オルバンを援護するためにリヒテルと戦うも、オルバンを救うことができないままリヒテルの短剣で刺殺される。

### ナレーション
- 本編：槇大輔
- 次回予告：市川治

## 登場メカ

### ダイモス
竜崎博士と和泉博士が設計した、惑星開発用巨大トレーラー「トランザー」が変形するスーパーロボット。空中戦が多く、終盤の小バーム解放戦では宇宙空間でも戦闘を行った。動力源はダイモライト、装甲材質はダイモニウム。ダイモライトは惑星探査の結果持ち帰られた、人類にとっては未知の新エネルギー源である。操縦者は、博士の息子・竜崎一矢。一矢専用に開発されたようで脳波が登録されており、一矢の空手を活かして操縦者の筋電流を増幅することで操縦者の動きをそのままトレースするように作られている。そのため操縦桿は無く、上半身にチューブ状のトレーサーが付着して操縦する仕組みになっている。下半身の制御は脳波コントロールシステムで動かす。ダイモスの受けたダメージもフィードバックするのか、一矢はやられる度に苦しんでいた。またダイモスは表情があるロボットでもあり、口が技名の連呼にあわせて開く。身長45m、体重150tと前2作（『超電磁ロボ コン・バトラーV』『超電磁マシーン ボルテスV』）の超電磁ロボに比べて小ぶりであり、変形はするが大きな合体はしない。また、シリーズの登録商標だった「超電磁」を冠していないことも特徴の一つである。
元々は他星のテラフォーミングのための地下都市建設用として設計され、バーム星人との戦いに備えて改造された。そのため固定武装は少なく、戦闘は操縦者の体術に負うところが多い。両脚になる部分は空洞の貨物室となっており、武装や資材を運ぶことができた。

#### 主な武装・必殺技
手持ち武器
ダイモスは、長剣を使う前作｢ボルテスⅤ｣、日本古武道の武具を用いる｢ザンボット３｣との差別化か、中国武術の武具を使用する。
スネークロック
ダイモスの肘部分の円形パーツが変形する投擲武器。モチーフは回転分銅。円形パーツから刃のついた3本の鞭が飛び出し敵に絡みつかせて切り付ける。ブーメランのように戻って肘に再装填させることができるが、そのまま敵に投げつけて爆発させることもある。
ファイブシューター
ダイモスの脛にあたる部分の装甲板が分離して5枚の投げナイフになる。モチーフは日本で言えば手裏剣にあたる中国の投擲武器・鏢(ビャオ)。
双竜剣
胸のダブル・ブリザード用カバーが分離して4枚の刃が展開、手持ちの武器となる。カバーは上下にあり分離した場合両手にそれぞれ持つ短剣になるが、放送当時の玩具では単体の長剣で再現された。25話では故障で使用不能になったダブルブリザードを再起動させるため、噴射口に突き立てるという使い方をした。
ダイモシャフト
脚部に格納されている薙刀状の武器で、片足に1本ずつ収納されている。2本を連結させる、あるいはばらばらに投げるなどして使用。
三竜棍
腰の黄色いベルト状部分が分離した武器。通常は三節棍として多用されるが、連結して棍として使用することもある。
バトルブレイク
手甲から現れるトンファー状の剣。攻防一体の武装で回転させて使用する。
クロスブーメラン
手甲から射出される手裏剣。左右2枚のS字型の手裏剣を十字状に組み合わせて投擲する。ブーメランと付いてはいるが、投げた後は戻ってこない。

内蔵武器
ダイモガン
ダイモスの腰から出てくる収納式の2連機関砲。
ダイモロケット
左右脚部から発射されるミサイル。劇中呼称は「ダイモミサイル」の時も。トランザー時にも使用可能。
ドリルアンカー
背部から発射されるドリルミサイル。
チェーンシャーク
手甲から発射される鎖付きの武器。
フットカッター
踝から鋭利なカッターを出し、回し蹴りの要領で足を繰り出して切り裂く武器。劇中呼称では「ダイモスカッター」または「ダイモカッター」の時も。こちらもトランザー時にも使用可能だが、蹴り技と併用させることで破壊力を倍増させる。その際は蹴り技の名称を呼ぶことが多い。
ダブル・ブリザード
胸のカバーが開いて大型のファンが露出、相手を吹き飛ばす。ダイモス強化改造前のシリーズ前半で、決め技の前に敵ロボットを吹き飛ばすのに使われた。後半には後述のファイヤー・ブリザードに改造されたが、一度だけ使用はされている。
ファイヤー・ブリザード
アイザムの発明した超弾性金属により打撃が一切きかなくなった戦闘ロボを倒すためにダブル・ブリザードを改造して装備された。アイザロン粒子により出力を上げたダイモライトによって胸のファンから高熱の火炎を噴出する。シリーズ後半で、専らダブル・ブリザードの代わりに烈風正拳突きの前段階に使われることが多かった。
フリーザー・ストーム
頭部横に設置されている冷凍ビームでファイヤー・ブリザードと対になる装備。超弾性金属装備の戦闘ロボを超低温で瞬時に冷却し、即座にファイヤー・ブリザードで加熱することで金属の弾性を失わせることで打撃を有効にする。番組終盤では水面を凍り付かせるなどトリッキーな使用例もある。

技
真空回し蹴り
第1話で使用された、豪快な回し蹴り。ズバンザー3体を一度に破壊した。
必殺烈風ダイモキック
別名「必殺ダイモキック」。必殺技として使用した強力なダイモキック。第33話と第39話で使用され、第33話ではフットカッターを併用していた。
スーパーロボット大戦シリーズでは「必殺烈風ダイモキック」の方が使われている。
烈風正拳突き
ダイモスの必殺技として最も多用された技。ダブル・ブリザードで敵ロボットを上空へ吹き飛ばし、落ちてきたところを正拳で貫く。技名としては「必殺・烈風正拳突き」となる。シリーズ前期では敵を吹き飛ばすところまでは同じながら、最終的なとどめの一撃は他の技の場合も少なくない。アイザムの超弾性金属に対抗してフリーザー・ストームとファイヤー・ブリザードが装備されてからは毎回固定の必殺技として最後のとどめに用いられた。その技はスーパーロボット大戦シリーズでは「必殺烈風正拳突き・改」と呼称される。

#### トランザー
惑星開発用大型トレーラー。普段はガード・ダイモビック近くの竜神岩内部に格納されている。一矢のコールサイン「トランザー！ゴー！」によってダイモライトのエネルギーが呼び覚まされて起動し、コールサイン「ダイモス!バトルターン!」でダイモスへと変形する。車体最後部（ダイモスの足の裏）にトライパー収納口がある。その変形プロセスは長く、一矢がダイモビック内のシューターに飛び込んでからダイモスに変形するまでフルバージョンで2分以上あった。最終回では小バームの制御室へ突入し大破した。ダイモス時の頭部にあたる箇所には機銃を装備（変形時には砲身は収納される）、敵メカとの戦闘で使用した。
デザインした村上克司によると、自身が子供の頃に好きだったアメリカントレーラーをモチーフにしたとのこと。

#### トライパー75S（トライパーななごーえす）
一矢が搭乗する高性能スポーツカー。通常は単座だが、ボタン操作により助手席を展開させる事もできる。ガード・ダイモビックの先端部から発進して一矢のコールサイン「ジャスティーン!（Just In）」と共にトランザーと合体、操縦席のみが頭部に移動してダイモスのコクピットとなる。ダイモビックからの発進時やトランザーとの合体時には車体後部にあるウィングが左右に展開し、中央からトランザーとの連結装置を兼ねたジェットエンジンがせり上がる。ドアはなく、キャノピー（フロントガラス）が丸ごとポップアップして乗り込む。車体に何らかの異常が生じた場合、ガード・ダイモビックへ向けて異常を知らせる信号が発信される仕組みになっている。
なお、「ジャスティーン!」の掛け声は一矢を演じる神谷明だけでなく、予告編のナレーターを務めるリヒテル役の市川治も、「次回、『○○○（サブタイトル）』に、ジャスティーン!」と毎回叫んでいた。

### その他の登場メカ
ガルバーFXII（）
ダイモビック基地の小型支援戦闘機。複数配備されており、ダイモスの支援に活躍した。並列複座式で、メインパイロットは夕月京四郎と和泉ナナ。武装はコクピット脇の機関砲と主翼下のミサイル4基、機首下部から伸びた角から発するビーム。バーム星の戦闘ロボに地球防衛軍が毎回壊滅的にやられる中で、木星上空での小バーム解放戦まで戦い抜いた。初期は三角形のデザインの戦闘機だった。

ダイモビック
惑星間航行のために建造された巨大宇宙母艦「スペース・ダイモビック」は、第1話で新エネルギー「ダイモライト」を探す旅を終え地球に帰還、主翼を折りたたみ地上の施設と連結して「ガード・ダイモビック」基地となった。一矢たちは普段ここで生活している。物語終盤に再び宇宙へと乗り出す。初期デザインは『無敵超人ザンボット3』のキングビアルを思わせるデザインだった。

戦闘ロボ
第1話 - 第25話まで登場。バーム星軍の巨大戦闘ロボット。怪獣のような声を出す。

メカ戦士
第26話 - 第41話まで登場。バーム星の天才科学者にしてリヒテルの親友であるアイザムが開発した新世代型の戦闘ロボット兵器。
それまで運用されていた戦闘ロボと比べると全体的な性能が底上げされた上、新開発の特殊合金、超弾性金属の採用によって防御力を飛躍的に向上させている。

ガルンロール
リヒテルやバルバスが座乗し、前線指揮を執るバーム軍の戦闘指揮艦。かなりの大型艦だが、胴体四方から刃を突き出して回転斬りを行える格闘モードを持つ。戦闘ロボの搭載能力はない。

コブラード
ガルンロールに代わる新型戦闘指揮艦。ピラミッド状のフォルムを持つ。

海底魔城
バーム星の地球侵略前線基地。戦闘ロボはここから発進する。リヒテルたちの居住スペースだけでなく礼拝堂や病院、水耕農場まで備えている。第40話では突如として起こった海底火山の爆発により移動を余儀なくされ変形して浮上、防衛軍との戦闘を繰り広げた。ダイモスとダイモビックの連携攻撃により破壊される。

小バーム
惑星の衝突で失われたバーム本星の環境を再現した恒星間航行宇宙要塞で、太陽系到達後は木星近くに浮遊している。上部はピラミッド状の半透明な壁に守られた都市、下部は岩石で覆われている。ダイモビックとダイモスの攻撃を受けた際は、そのエネルギーを吸収して撃ち返す高い防御力を示した。最高指導者が大元帥というバームは軍事国家であるらしく、戦闘ロボを開発しつつ放浪を続けていた。内部に十億人のバーム星人を冷凍睡眠させている。何割かのメンバーで維持管理を行ない移住可能な星を探していた。

## 最終回
本作品は打ち切りによる話数削減を余儀なくされたとされており、最終回はオルバン大元帥が倒され、小バームの木星落下を止めたところで終わっている。ラストに至るまでのストーリー展開は非常にあわただしく、各キャラクターの最期もあっさりとした描写となっている（一例として、ライザは小バームで銃弾に倒れるが、放送が続いていれば別の結末があったとも言われる）。
監督の長浜忠夫が『ロマンロボアニメ・クライマックス・セレクション』（株式会社マジックボックス刊）に寄せた文章によれば、打ち切りが無ければさらにその続きを描く構想があったことを明かしており、最終回はバームと地球の友好が実現し、バーム星人の移住先を確保するために火星をテラフォーミングする開拓団が出発する構成とするつもりだった。ラストカットは概ね下記の様にする予定であったという。
また後年、プロデューサーの鈴木武幸は自著『夢を追い続ける男』の中で、本作品は玩具の売れ行きもよく視聴率も問題なかったが、後番組の『バトルフィーバーJ』を4月開始ではなく2月開始にしたいという局の要望があったことを明かしている。これについて鈴木は、その方が視聴率や玩具商戦的によいとテレビ朝日が考えたのではないか、と推察している。

## スタッフ
- 企画 - 落合兼武（テレビ朝日）、飯島敬、鈴木武幸
- 原作 - 八手三郎（連載誌 - 『テレビランド』、『てれびくん』および小学館学習雑誌）
- 音楽 - 菊池俊輔
- 企画協力 - 秋野紅葉
- キャラクターデザイン - 聖悠紀
- メカニックデザイン - スタジオぬえ、出渕裕[注釈 3]
- アニメーションキャラクター - 金山明博
- 総監督 - 長浜忠夫
- 製作担当 - 岩崎正美、中川欣徳
- 作画 - 佐々門信芳、塩山紀生、村中博美、谷口守泰、山崎和男、高橋資祐 他
- タイトル - 多々良正春 → 橋爪朋二
- 音響演出 - 長浜忠夫、河村常平
- 美術監督 - 宮野隆
- 擬斗 - 高橋一俊
- 製作協力 - 東北新社、日本サンライズ
- 制作 - テレビ朝日、東映、東映エージエンシー

## 音楽
前二作を手がけた筒井広志に代わり、本作品では菊池俊輔がBGMおよび主題歌・挿入歌の作曲を担当した。また、挿入歌の編曲には東海林修や小笠原寛も参加した。
菊池はそれまで手がけていたほとんどの作品において、主題歌・挿入歌の作・編曲およびBGMの作・編曲をセットで引き受けていたが、本作品を手掛けた頃より分業での受注も増えるようになる（『円卓の騎士物語 燃えろアーサー』『仮面ライダー (スカイライダー)』も参照）。
番組放送時に発売されたLPには主題歌・挿入歌に加え、同LP用に書き下ろされた脚本によるミニ・ドラマが曲間に収録され、相互に補佐する構成になっていた。なお、挿入歌のコーラスを担当した神代ユースコーラスは『SF西遊記スタージンガー』でも菊池俊輔と組んでいる。
エンディングテーマ「エリカのバラード」と挿入歌「二人の祈り」「愛の神話」をかおりくみことデュエットした大倉正丈は、挿入歌「心の握手をさあ君も」の歌唱を担当したこおろぎ'73のメンバーである。

### 主題歌
オープニングテーマ「立て！ 闘将ダイモス」
作詞 - 八手三郎 / 作曲・編曲 - 菊池俊輔 / 歌 - ささきいさお、コロムビアゆりかご会
池田鴻によるカヴァー・ヴァージョンがキングレコードから発売された。
エンディングテーマ「エリカのバラード」
作詞 - あおいあきら / 作曲・編曲 - 菊池俊輔 / 歌 - かおりくみこ、大倉正丈

### 挿入歌・イメージソング
「心の握手をさあ君も」
作詞 - 山川啓介 / 作曲 - 菊池俊輔 / 編曲 - 東海林修 / 歌 - 神代ユースコーラス、こおろぎ'73
「二人の祈り」
作詞 - 八手三郎 / 作曲 - 菊池俊輔 / 編曲 - 小笠原寛 / 歌 - かおりくみこ、大倉正丈、神代ユースコーラス
「ぼくらのダイモス」
作詞 - 北沢三五 / 作曲・編曲 - 菊池俊輔 / 歌 - ささきいさお、たかの羽児童合唱団
「おれは生きている」
作詞 - 山川啓介 / 作曲 - 菊池俊輔 / 編曲 - 小笠原寛 / 歌 - ささきいさお
「愛の神話」
作詞 - 山川啓介 / 作曲・編曲 - 菊池俊輔 / 歌 - かおりくみこ、大倉正丈

## 各話リスト
| 話数   | 放送日        | サブタイトル              | 脚本     | 絵コンテ   | 演出                | 作画監督            | バームロボット                            |
| ------ | ------------- | ------------------------- | -------- | ---------- | ------------------- | ------------------- | ----------------------------------------- |
| 第1話  | 1978年 4月1日 | 宿命の出あいは戦火の中    | 田口章一 | 安彦良和   | 横山裕一郎          | 金山明博 佐々門信芳 | 戦闘ロボ ズバンザー                       |
| 第2話  | 4月8日        | 謎の美少女エリカ          | 辻真先   | 磯浜太郎   | 菊池一仁            | 金山明博 塩山紀生   | 戦闘ロボ ダリ                             |
| 第3話  | 4月15日       | 白いつばさの記憶          | 五武冬史 | 安彦良和   | 佐々木勝利          | 金山明博            | 戦闘ロボ ガイオス                         |
| 第4話  | 4月22日       | 悪夢！ 私の兄は地球の敵   | 桜井正明 | 寺田和男   | 寺田和男            | 佐々門信芳          | 戦闘ロボ ムーンソルト                     |
| 第5話  | 4月29日       | 悲しい罪は涙で消えない    | 田口章一 | 高橋資祐   | 横山裕一郎          | 金山明博            | 戦闘ロボ グルモング                       |
| 第6話  | 5月6日        | 涙をふいて立ち上れ        | 高浜千鶴 | 寺田和男   | 寺田和男            | 林信夫 金山明博     | 戦闘ロボ メテオロ                         |
| 第7話  | 5月13日       | ナナは優しい地球の戦士    | 五武冬史 | 阿佐みなみ | 菊池一仁            | 塩山紀生            | 戦闘ロボ デスフォーク                     |
| 第8話  | 5月20日       | 地球を守れ！ 戦え一矢！   | 桜井正明 | 高橋資祐   | 佐々木勝利          | 坂本三郎            | 戦闘ロボ バトルダ                         |
| 第9話  | 5月27日       | 母星の誇りを賭けた勇士    | 高浜千鶴 | 寺田和男   | 寺田和男            | 金山明博            | 戦闘ロボ シャイフルド                     |
| 第10話 | 6月3日        | 正義の空手を見せてやれ！  | 田口章一 | 磯浜太郎   | 横山裕一郎          | 佐々門信芳          | 戦闘ロボ ダングル                         |
| 第11話 | 6月10日       | 愛と裏切りのバラード      | 高浜千鶴 | 高橋資祐   | 菊池一仁            | 林信夫 金山明博     | 戦闘ロボ ベムスター                       |
| 第12話 | 6月17日       | まやかしの平和は要らない  | 辻真先   | 柳弘通     | 佐々木勝利          | 金山明博            | 戦闘ロボ ガボット                         |
| 第13話 | 6月24日       | とび出せエリカ命をかけて  | 辻真先   | 寺田和男   | 加瀬充子            | 塩山紀生            | 戦闘ロボ ダムダ                           |
| 第14話 | 7月1日        | エリカとダイモス涙の戦い  | 辻真先   | 阿佐みなみ | 佐々木勝利          | 坂本三郎            | 戦闘ロボ クライン                         |
| 第15話 | 7月8日        | 輝く真実は戦う勇気の中に  | 田口章一 | 菊池一仁   | 菊池一仁            | 佐々門信芳          | 戦闘ロボ ハザンガー                       |
| 第16話 | 7月15日       | 極楽島は非情の島          | 田口章一 | 磯浜太郎   | 横山裕一郎          | 金山明博            | 戦闘ロボ ゴンザルド                       |
| 第17話 | 7月22日       | エリカ！ 死刑台を登る!!   | 田口章一 | 高橋資祐   | 高浪葉一            | 高橋資祐 金山明博   | 戦闘ロボ ガガドス                         |
| 第18話 | 7月29日       | エリカが三輪に殺される    | 田口章一 | 佐々木勝利 | 佐々木勝利          | 塩山紀生            | 戦闘ロボ ビックガンド                     |
| 第19話 | 8月5日        | 宇宙からの使者            | 五武冬史 | 菊池一仁   | 菊池一仁            | 坂本三郎            | 戦闘ロボ ガツール                         |
| 第20話 | 8月12日       | 秘かなる平和への戦い      | 五武冬史 | 安彦良和   | 高浪葉一            | 佐々門信芳          | 戦闘ロボ ゴリオス                         |
| 第21話 | 8月19日       | 誇り高き別離              | 田口章一 | 佐々木勝利 | 佐々木勝利          | 佐々門信芳          | 戦闘ロボ メドルス                         |
| 第22話 | 8月26日       | 京四郎決死の激突！        | 高浜千鶴 | 小泉謙三   | 横山裕一郎 加瀬充子 | 塩山紀生            | 戦闘ロボ ザルキムス                       |
| 第23話 | 9月2日        | おかねを狙うキューピット  | 桜井正明 | 菊池一仁   | 菊池一仁            | 金山明博            | 戦闘ロボ バイオロン                       |
| 第24話 | 9月9日        | ド根性カイロの秘密兵器    | 辻真先   | 高橋資祐   | 高浪葉一            | 高橋資祐            | 戦闘ロボ ゼロンN 戦闘ロボ ゼロンS         |
| 第25話 | 9月16日       | 誇り高き若獅子リヒテル    | 高浜千鶴 | 安彦良和   | 佐々木勝利          | 金山明博            | 戦闘ロボ グランゲイル                     |
| 第26話 | 9月23日       | ダイモス！ 危機一髪!!     | 田口章一 | 菊池一仁   | 菊池一仁            | 坂本三郎            | メカ戦士ゾンネカイザー 名称不明の戦闘ロボ |
| 第27話 | 9月30日       | ダイモスパワーアップ作戦  | 五武冬史 | 小泉謙三   | 高浪葉一            | 塩山紀生            | メカ戦士ビッグフラッシャー                |
| 第28話 | 10月7日       | 天才科学者アイザムの挑戦  | 高浜千鶴 | 佐々木勝利 | 佐々木勝利          | 佐々門信芳          | メカ戦士ギメリア                          |
| 第29話 | 10月14日      | ダイモビック爆発一秒前！  | 田口章一 | 菊池一仁   | 菊池一仁            | 金山明博            | メカ戦士デスカルゴ メカ戦士タカブルド     |
| 第30話 | 10月21日      | 危うし!! 和泉博士の命     | 田口章一 | 生頼昭憲   | 広川和之            | 坂本三郎            | メカ戦士ズロッド                          |
| 第31話 | 10月28日      | 悲しきバランドークの最期  | 五武冬史 | 安彦良和   | 佐々木勝利          | 金山明博            | メカ戦士ダルダス                          |
| 第32話 | 11月4日       | 新たなる平和への旅立      | 高浜千鶴 | 高橋資祐   | 高浪葉一            | 高橋資祐            | メカ戦士ゲルガーダ                        |
| 第33話 | 11月11日      | ダイモビッグの豆台風!!    | 五武冬史 | 佐々木勝利 | 佐々木勝利          | 佐々門信芳          | メカ戦士ダリウス                          |
| 第34話 | 11月18日      | 殺し屋ゲロイヤーの襲撃！  | 田口章一 | 菊池一仁   | 菊池一仁            | 塩山紀生            | メカ戦士レアギンド メカ戦士ゴムレイ       |
| 第35話 | 11月25日      | 猛将バルバス翼たたむとき  | 高浜千鶴 | 広川和之   | 広川和之            | 金山明博            | メカ戦士ゲシュトル                        |
| 第36話 | 12月2日       | ああリヒテル！ 絶体絶命！ | 田口章一 | 佐々木勝利 | 佐々木勝利          | 坂本三郎            | メカ戦士ドボーグ                          |
| 第37話 | 12月9日       | 花嫁になるエリカ          | 五武冬史 | 生頼昭憲   | 高浪葉一            | 佐々門信芳          | メカ戦士アグーダ                          |
| 第38話 | 12月16日      | 渡すものか！ 俺のダイモス | 高浜千鶴 | 菊池一仁   | 菊池一仁            | 金山明博            | メカ戦士グランド                          |
| 第39話 | 12月23日      | 罠にはまった一矢          | 五武冬史 | 佐々木勝利 | 佐々木勝利          | 塩山紀生            | メカ戦士ゾルバス                          |
| 第40話 | 12月30日      | 海底城！ 大攻撃開始!!     | 田口章一 | 高橋資祐   | 広川和之            | 高橋資祐            | 海底魔城                                  |
| 第41話 | 1979年 1月6日 | 一矢を襲うエリカの弾丸！  | 高浜千鶴 | 菊池一仁   | 菊池一仁            | 佐々門信芳          | メカ戦士ガドルス                          |
| 第42話 | 1月13日       | 敵バームへ出撃開始!!      | 田口章一 | 安彦良和   | 高浪葉一            | 金山明博            |                                           |
| 第43話 | 1月20日       | 小バームの大攻防戦        | 五武冬史 | 佐々木勝利 | 佐々木勝利          | 坂本三郎            | メカ戦士ゴッドアーモン（コブラ獣）        |
| 第44話 | 1月27日       | 明日への驀進              | 五武冬史 | 高橋資祐   | 広川和之            | 高橋資祐 金山明博   | メカ戦士ゴッドアーモン（コブラ獣）        |

## 放送局
出典は個別に提示されているものを除き、右記のものを使用する。
- テレビ朝日（制作局）：土曜 18:00 - 18:30
- 北海道テレビ：土曜 18:00 - 18:30
- 青森放送：金曜 17:30 - 18:00
- テレビ岩手（本放送終了後に放送）：月曜 - 金曜 18:00 - 18:30[13]
- 秋田放送：水曜 17:00 - 17:30[14]
- 山形テレビ：木曜 18:00 - 18:30（1978年9月まで）→ 木曜 17:30 - 18:00（1978年10月から）[15]
- 東日本放送：土曜 18:00 - 18:30[16]
- 福島中央テレビ：水曜 18:00 - 18:30（第25話まで）→ 火曜 17:00 - 17:30（第26話から）[17]
- 新潟放送：月曜 17:00 - 17:30[18]
- 長野放送：水曜 17:30 - 18:00[19]
- 山梨放送：土曜 8:00 - 8:30[20]
- 北日本放送（本放送終了後の1979年10月1日から放送）：月曜 17:00 - 17:30（初回のみ月曜 16:58 - 17:28）[21]
- 北陸放送：金曜 17:00 - 17:30[22]
- 福井テレビ：木曜 17:25 - 17:55[23]
- 静岡放送：木曜 17:30 - 18:00[注釈 4]
- 名古屋テレビ：土曜 18:00 - 18:30
- 朝日放送：金曜 17:30 - 18:00
- 日本海テレビ：金曜 17:30 - 18:00
- 岡山放送：金曜 17:00 - 17:30（1978年8月時点）[20]→金曜 8:30 - 9:00（1978年11月時点）[注釈 5]
- 広島ホームテレビ：土曜 18:00 - 18:30
- 瀬戸内海放送：土曜 18:00 - 18:30[注釈 6]
- テレビ高知：水曜 16:55 - 17:25
- 九州朝日放送：土曜 18:00 - 18:30
- 長崎放送：木曜 17:20 - 17:50
- テレビ熊本：金曜 17:25 - 17:55
- 宮崎放送：木曜 17:30 - 18:00
- 鹿児島テレビ：水曜 17:50 - 18:20

## 劇場版
1979年3月17日封切りの『東映まんがまつり』で、本作品第24話のブローアップ版が公開された。同時上映作は、『龍の子太郎』『SF西遊記スタージンガー』『キャプテン・フューチャー』『ピンク・レディーと春休み』の計4本。

## 漫画
- よいこ 1978年 - 1979年（作画 - 馬場秀夫）
- 小学一年生 1978年5月号 - 1979年3月号（作画 - 松田辰彦）
- てれびくん 1978年 - 1979年（作画 - 聖悠紀）[注釈 7]
- テレビランド 1978年 - 1979年（作画 - 坂丘のぼる）

## スーパーロボット大戦シリーズへの参戦
ダイモスは、以下のスーパーロボット大戦シリーズ作品に登場している。
- 第4次スーパーロボット大戦（第4次スーパーロボット大戦S）
- スーパーロボット大戦COMPACT
- スーパーロボット大戦A
- 第2次スーパーロボット大戦α
- 第3次スーパーロボット大戦α 終焉の銀河へ
- スーパーロボット大戦MX

このうち『第3次スーパーロボット大戦α 終焉の銀河へ』では、『超電磁ロボ コン・バトラーV』と『超電磁マシーン ボルテスV』との3体による合体攻撃「超電磁烈風正拳突き」が使用可能である。